# Ingrid Bergmanová
Ingrid Bergmanová, nepřechýleně Bergman (29. srpna 1915, Stockholm – 29. srpna 1982, Londýn) byla švédsko-americká filmová a divadelní herečka. Obdržela tři Oscary za své  filmové role a Americký filmový institut (AFI) ji zařadil na čtvrté místo největších hereček v historii amerického filmu.

## Život

### Mládí a filmové začátky

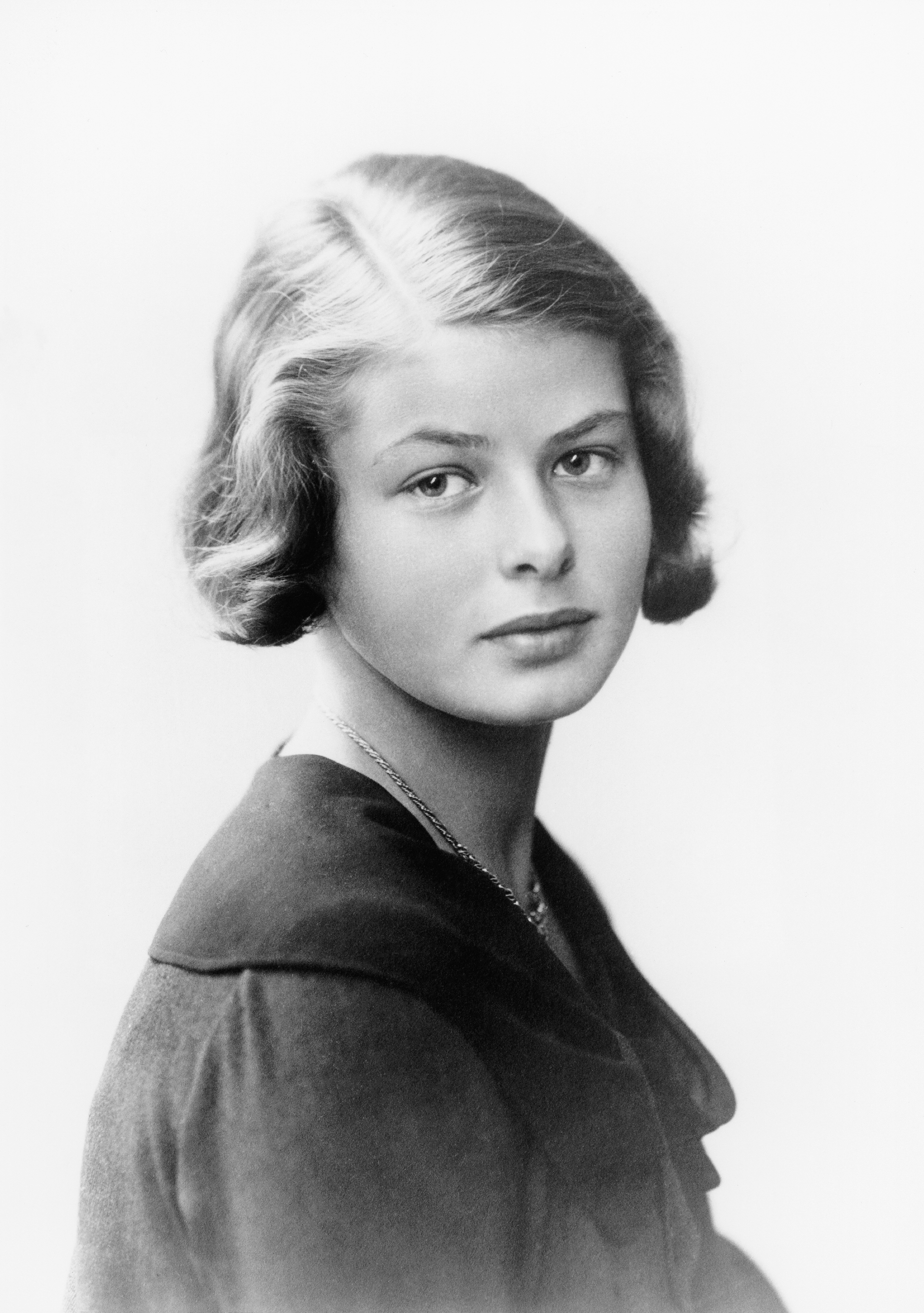
Čtrnáctiletá Ingrid Bergmanová, 1929

Její matka, původem Němka Friedel Adler Bergman, zemřela na žloutenku, když jí byly pouhé tři roky. Její otec Justus Samuel Bergman byl malíř a provozoval ve Stockholmu fotografický ateliér. V jedenácti letech šla s otcem poprvé do divadla a od té doby se chtěla stát herečkou. Otec zemřel na rakovinu, když jí bylo dvanáct a od té doby  žila Ingrid u svého strýce a jeho rodiny. Vystudovala hereckou školu Královského dramatického divadla ve Stockholmu a v roce 1934 dostala  svoji první mluvenou roli ve švédském filmu Most mnichů (Munkbrogreven).   Rozhodující význam pro její filmovou kariéru měl režisér Gustav Molander, který ji v roce 1935 obsadil do svých dvou filmů, z nichž Intermezzo jí přineslo úspěch i v zahraničí. Bergmanová s ním do roku 1939 natočila ještě další čtyři filmy. 

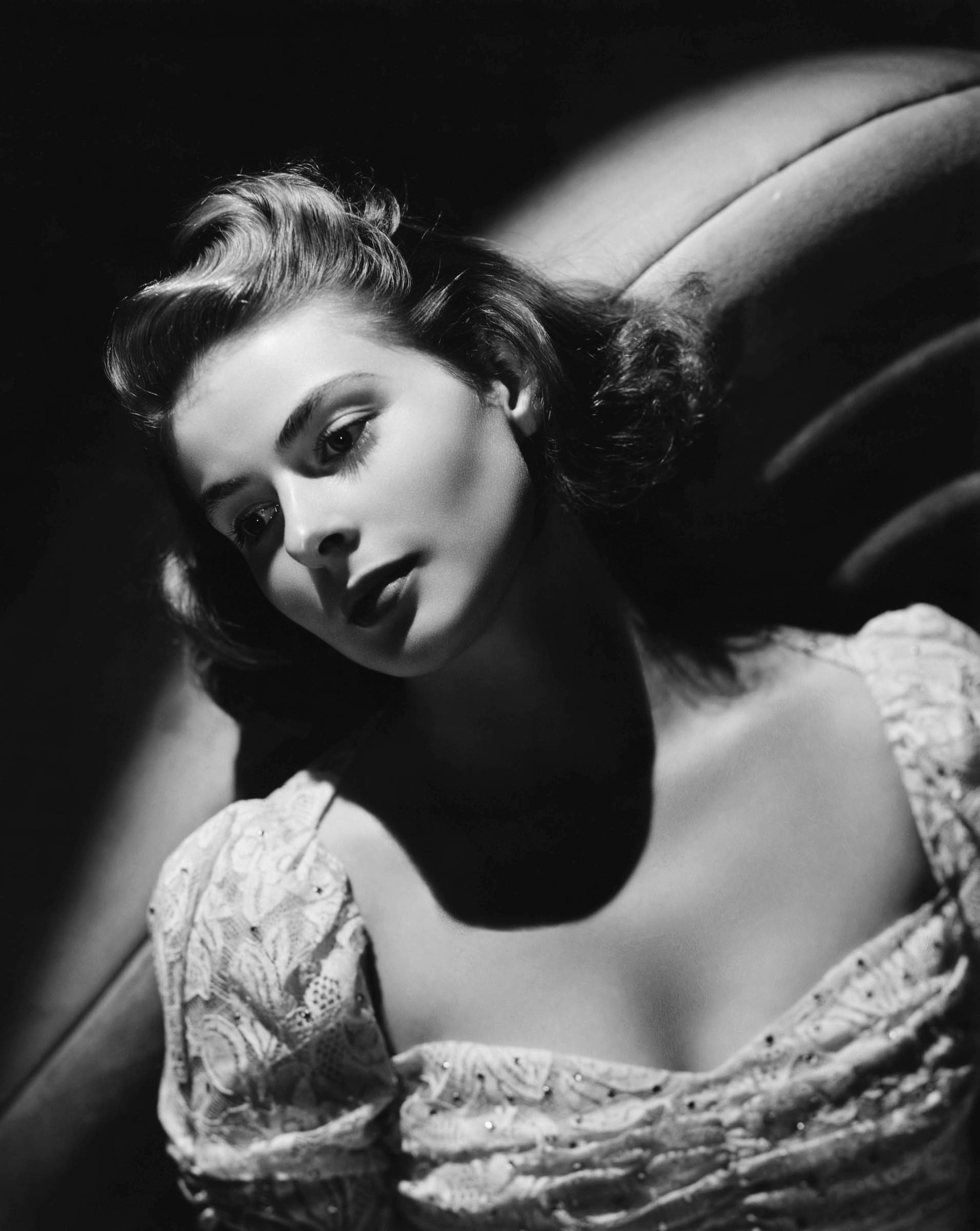
Ingrid Bergmanová, studiový portrét, 1939

Jejím prvním manželem se stal roku 1937 zubní lékař Petter Lindström a následujícího roku se jim narodila dcera Pia. 
Po uvedení filmu Intermezzo dostala nabídku k filmování v Hollywoodu od producenta Davida Selznicka, který se rozhodl natočit film v americké verzi. Ještě než odjela v roce 1939 do Spojených států amerických, natočila v Německu film pro UFA Čtyřlístek (režisér Carl Froelich). 

### Kariéra v USA
Americký remake filmu Intermezzo, ve kterém partnerem  Bergmanové byl Leslie Howard, měl až překvapivý úspěch. Mladá Švédka si získala americké publikum především svojí přirozeností, kterou se od tehdejších amerických hvězd zásadně odlišovala. Po natočení filmu se vrátila do Švédska, ale hrozba válečného konfliktu v Evropě ji vedla k rozhodnutí usadit se ve Spojených státech s manželem i dcerou. Zpočátku účinkovala v několika divadelních hrách na Broadway, než jí společnost MGM nabídla  roli ve filmu  Podivný případ dr. Jekylla a pana Hyda (1941). 
V roce 1942 získala americké státní občanství a natočila svůj nejslavnější film Casablanca, v němž byl jejím filmovým partnerem Humphrey Bogart a který režíroval Michael Curtiz. Bergmanová prokázala šíři svého hereckého umění a to jí přineslo další velkou příležitost v roli Marie ve filmu Komu zvoní hrana podle románu Ernesta Hemingwaye. Za svůj výkon v psychologicky náročné roli mladé ženy v následujícím filmu Plynové lampy režiséra George Cukora dostala v roce 1944 svého prvního Oscara.  V druhé polovině čtyřicátých let spolupracovala i s režisérem  Alfredem Hitchcockem, se kterým natočila tři filmy. Její vysněnou rolí byla Jana z Arku, kterou se snažila prosadit už od svého příchodu do Hollywoodu. Na podzim  1946 slavila velké úspěchy v této roli na divadelní scéně na Broadway ve hře Maxwella Andersona Jana Lotrinská. Na základě toho ve studiu Technicoloru vznikla filmová verze pod názvem Jana z Arku a Bergmanová za tuto roli získala nominaci na Oscara.

### Filmy s Rossellinim

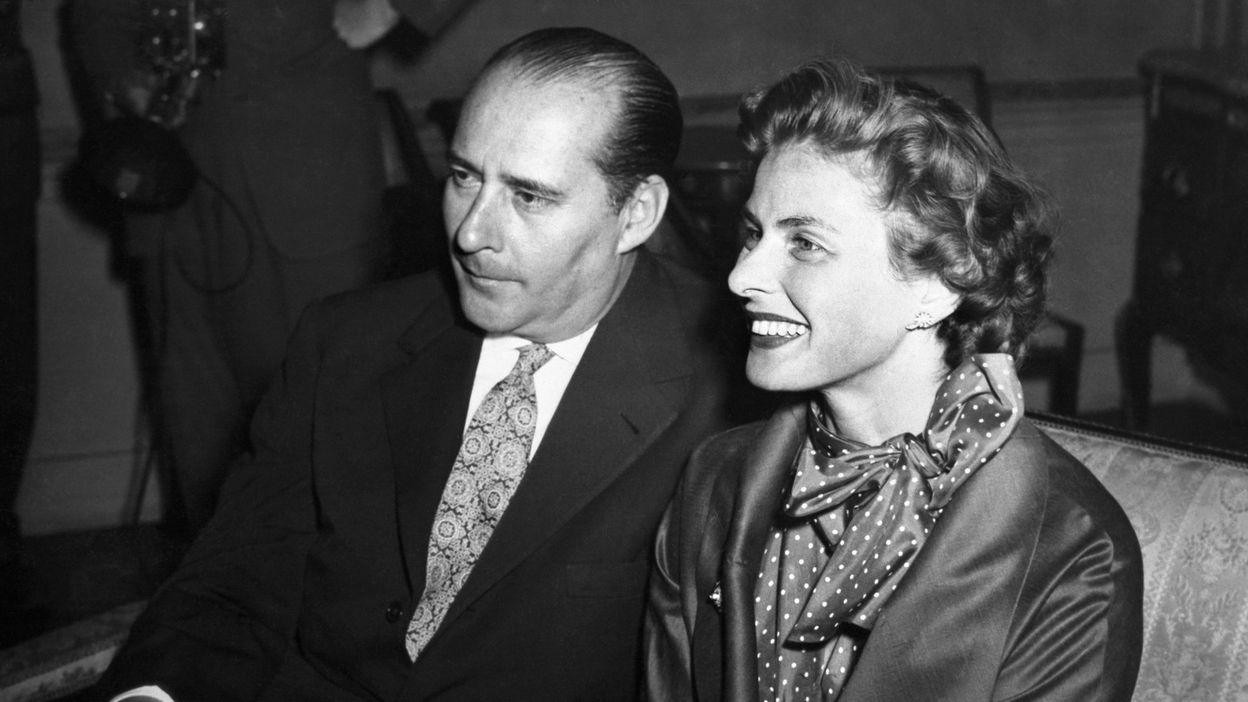
Rossellini a Bergmanová, 1951

Poté, co v roce 1948 viděla dva filmy italského režiséra Roberta Rosselliniho, napsala mu dopis s nabídkou spolupráce.   V roce 1949 spolu v Itálii natočili první  film Stromboli.  Přitom se do sebe  zamilovali a Bergmanová  s ním otěhotněla.  Pak opustila svého muže Pettera Lindströma a dceru Piu, což způsobilo v Americe skandál. Kvůli tomu také ztratila nakrátko přízeň amerického publika. V roce 1950 se za Rosselliniho provdala. Měli spolu tři děti: syna Roberta Ingmara Rosseliniho (* 1950) a dvojčata Isabellu Rossellini a Isottu Ingrid (*18. června 1952). Bergmanová a Rossellini natočili spolu celkem sedm filmů, mezi nimi například  Stromboli nebo Evropa 51. Ve své době nebyly komerčně úspěšné, ale postupem času si získaly uznání a patří k průkopnickým dílům evropské kinematografie. Společně se souborem milánské La Scaly  nastudovali oratorium Arthura Honeggera na text Paula Claudela Jana z Arku na hranici a s tímto představením, které bylo převedeno i na filmové plátno,  absolvovali turné po západní Evropě.  Postupně se však umělecky i lidsky rozešli. V roce 1956 Bergmanová přijala nabídku režiséra Jeana Renoira na roli polské princezny v kostýmním filmu Elena a muži a současně hrála v Paříži v divadelní adaptaci Čaj a sympatie, která se stala hitem sezóny. Roku 1957 se   jejich manželství rozpadlo, poté co Rossellini začal vztah s Indkou jménem Sonali Dasgupta, která byla o 24 let mladší než Rosselini a otěhotněla s ním. O rok později se Ingrid Bergmanová provdala za švédského divadelního producenta Larse Schmidta. Toto manželství vydrželo do roku 1975.

### Druhé hollywoodské období

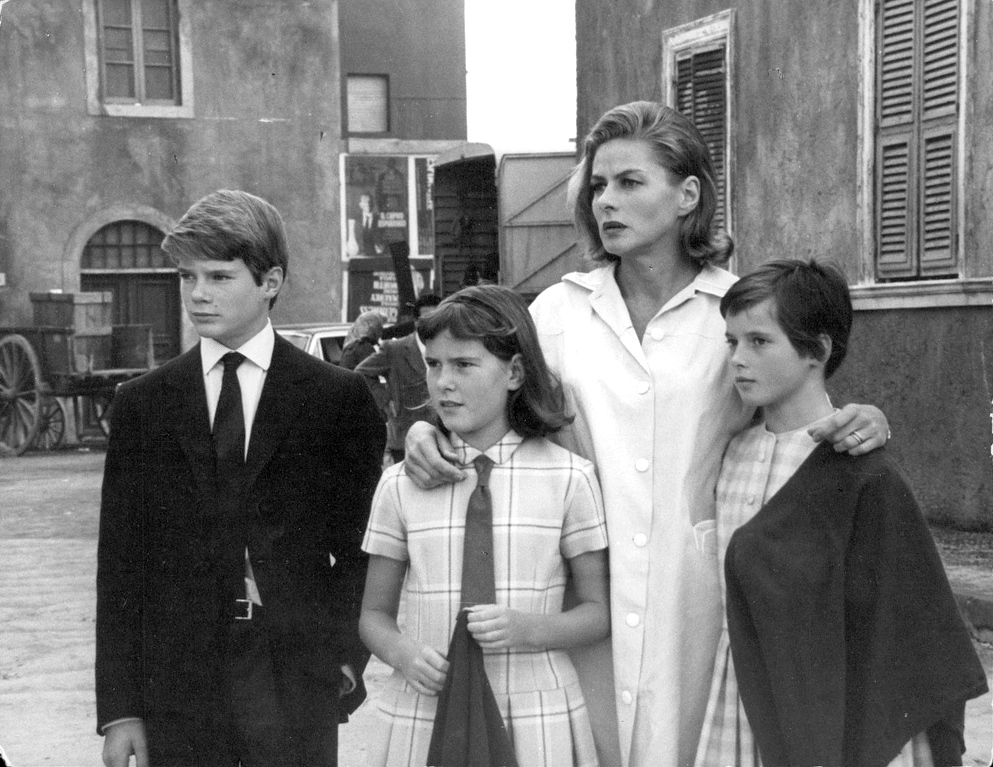
Ingrid Bergmanová se svými dětmi Robertem, Isottou a Isabellou, 1963

K obnovení spolupráce s Hollywoodem přivedla Bergmanovou nabídka na hlavní roli ve filmu Anastasia, který  se natáčel v Evropě. V roce 1956 za svůj výkon  dostala  druhého Oscara. Do roku 1976 natočila desítku filmů různých žánrů, které přispěly k obnovení jejího hereckého renomé a popularity u diváků. 
V romantické komedii Indiskrétní příběh (Indiscreet), natočené v roce 1958 v Londýně, se Bergmanová objevila jako divadelní herečka Anna Kalman společně s Carym Grantem. Své vyzrálé herectví prezentovala ve filmu Opět sbohem (1961) podle novely Françoise Saganové Máte ráda Brahmse?.  Bergmanová si začala své role pečlivě vybírat a navázala spolupráci nejen s divadlem, ale i s televizí, kde účinkovala například  v monodramatu Jeana Cocteaua Lidský hlas (1966). Ve filmu Kaktusový květ (1969) ukázala, že jí není cizí ani komediální žánr. V roce 1974 získala svého třetího Oscara, tentokrát za vedlejší roli ve filmu Vražda v Orient expresu.  V roce 1976 byla jako první herečka  oceněna nově utvořenou francouzskou cenou Čestný César. V roce 1978 se jí splnilo dávné přání, na které čekala víc než 10 let – hrát ve filmu režiséra Ingmara Bergmana. V komorním filmu o konfliktu mezi matkou a dcerou Podzimní sonáta předvedla s Liv Ullmanovou opravdový herecký koncert. Za svůj výkon  získala  Cenu filmové kritiky v New Yorku a italskou cenu Donatellův David.  V té době již bojovala s rakovinou prsu a měla za sebou první operaci.  Necelé dva roky před smrtí zveřejnila své paměti Můj život.
Její poslední práce byl televizní film Žena jménem Golda z roku 1982, životní příběh izraelské političky Goldy Meirové. Čtyři měsíce po jeho dokončení zemřela Bergmanová ve svém bytě  Londýně, v den svých 67. narozenin. Za roli Goldy jí byla posmrtně udělena cena Emmy, kterou za ni převzala její nejstarší dcera Pia. Její popel byl převezen do Švédska. Většina byla rozptýlena do moře kolem ostrůvku Dannholmen poblíž rybářské vesnice Fjällbacka v Bohuslänu. Místo je na západním pobřeží Švédska, kde trávila většinu léta od roku 1958 až do své smrti. Zbytek jejího popela byl uložen vedle popela jejích rodičů na Norra Begravningsplatsen (Severní hřbitov) ve Stockholmu.

## Filmografie (výběr)

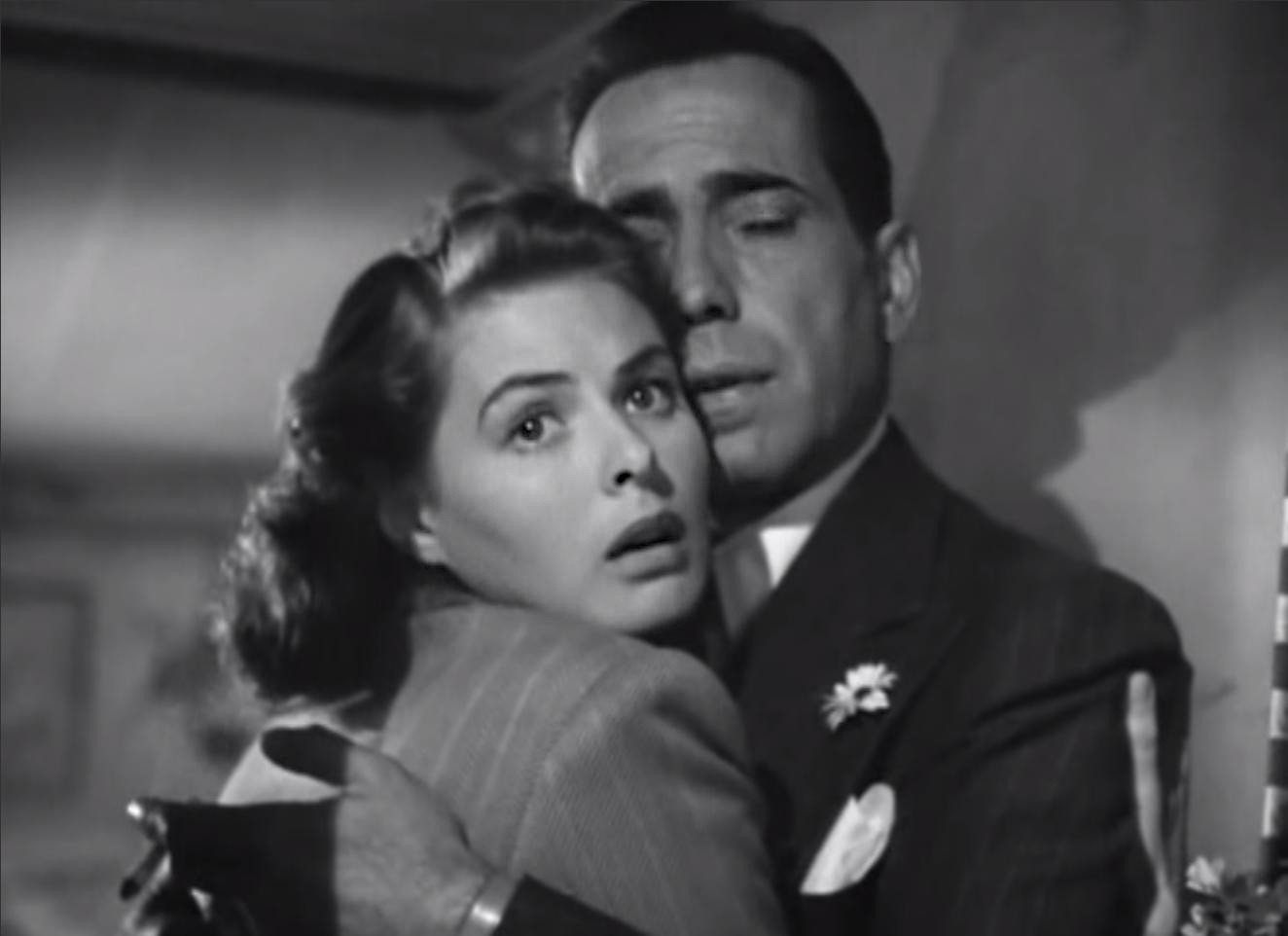
Ingrid Bergmanová a Humphrey Bogart ve filmu Casablanca (1942)

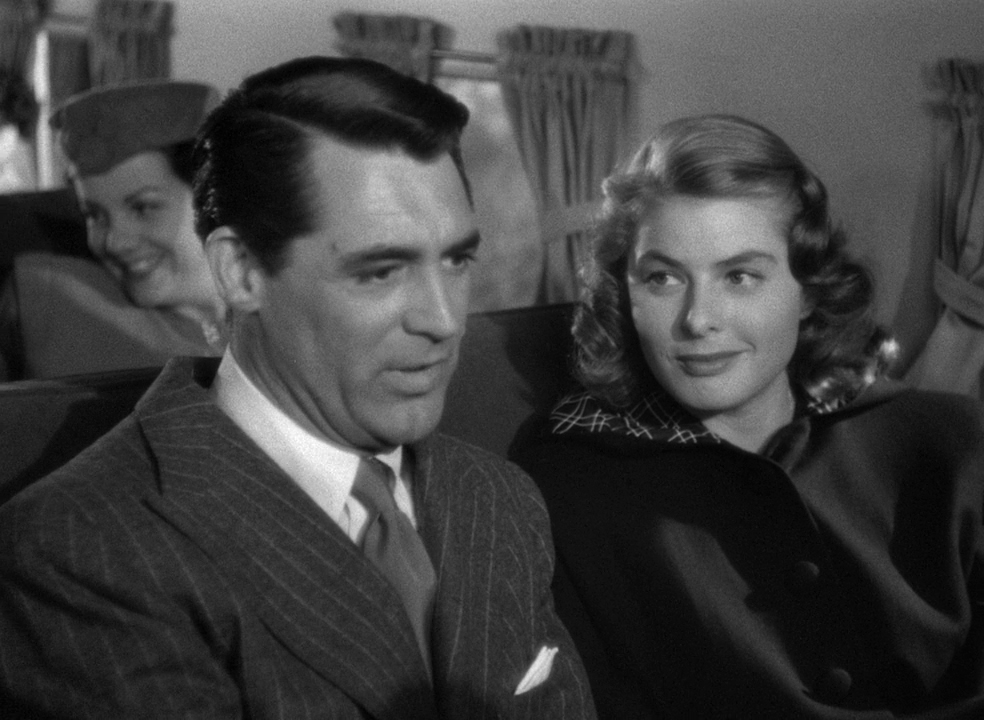
Bergmanová s Grantem ve filmu Pověstný muž (1946)

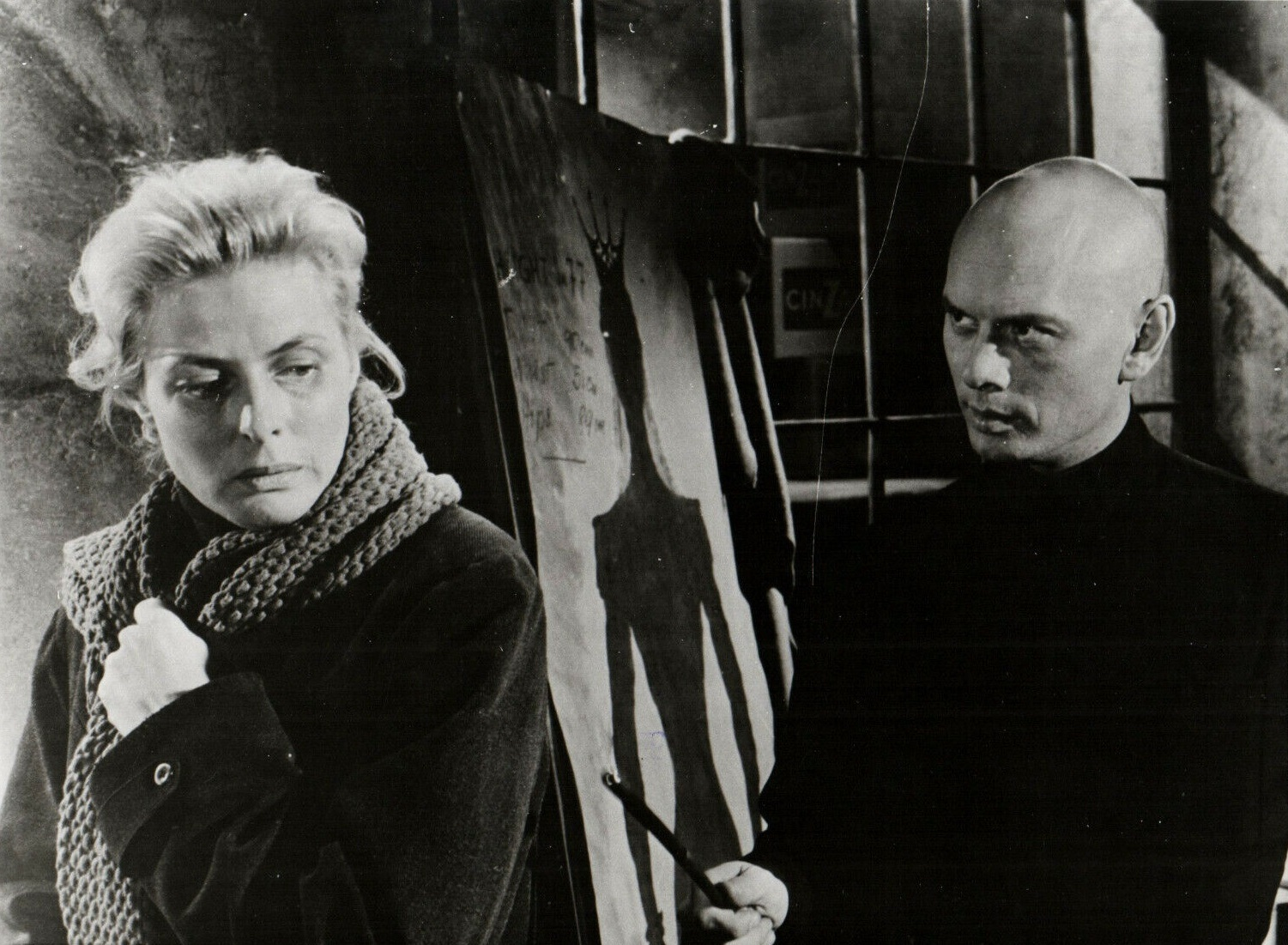
Bergmanová a Brynner ve filmu Anastasia (1956)

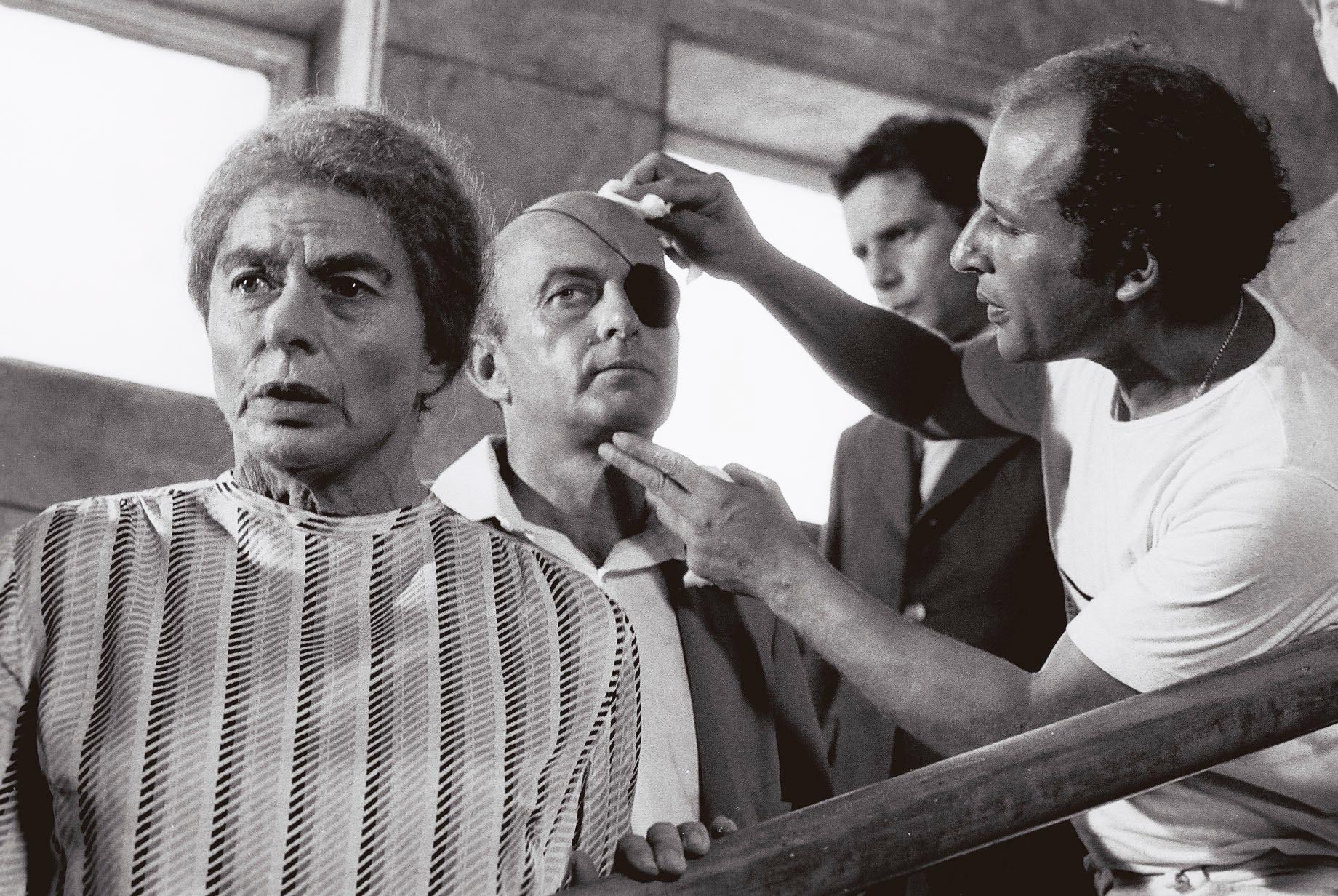
Bergmanová ve filmu Žena jménem Golda (1982)

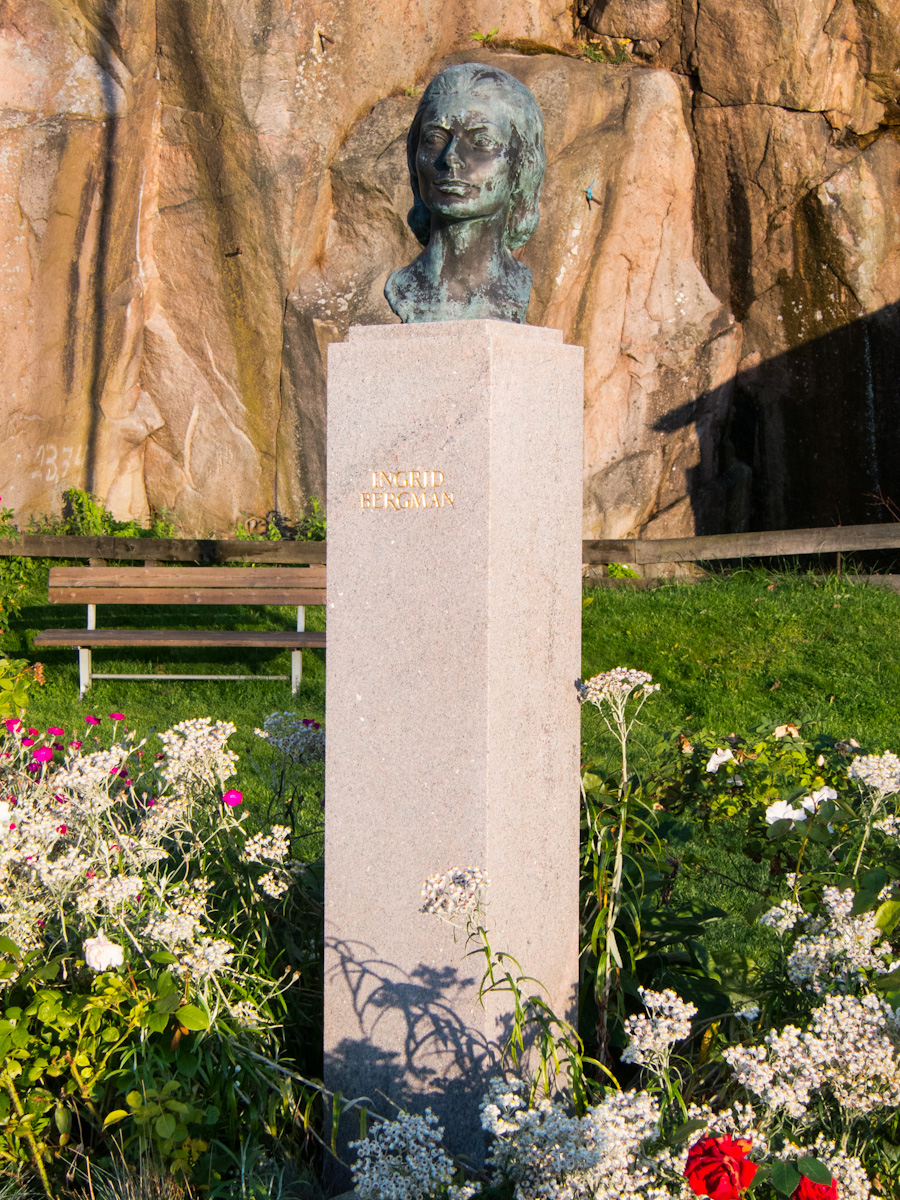
památník Ingrid Bergmanové ve švédské vesnici Fjällbacka

- 1935 Hrabě z Mnichova mostu, švédsky Munkbrogreven (Elsa Edlund)
- 1935 Walpurgis Night, švédsky Valborgsmässoafton (Lena Bergström)
- 1936 Na slunečné straně, švédsky På solsidan (Eva Bergh)
- 1936 Intermezzo (Anita Hoffman)
- 1938 Čtyři přátelé, německy Die 4 Gesellen (Marianne Kruge)
- 1938 Dolar (Julia Balzar)
- 1939 Jen jedna noc, švédsky En enda natt (Eva Beckman)
- 1941 Doktor Jekyll a pan Hyde (Ivy Peterson)
- 1942 Casablanca (Ilsa Lund)
- 1943 Komu zvoní hrana (María)
- 1944 Plynové lampy (Paula)
- 1945 Zvony od Panny Marie (sestra Benedicta)
- 1945 Rozdvojená duše (Dr. Constance Petersen)
- 1946 Pochybná žena (Alicia Huberman Sebastian)
- 1952 Evropa '51 (Irene Girard)
- 1956 Elena a muži (princezna Elena Sorokowska)
- 1956 Anastázie (Anastázia)
- 1958 Indiskrétní příběh, anglicky Indiscreet (Anna Kalman)
- 1969 Kaktusový květ (Stephanie Dickinson)
- 1974 Vražda v Orient expresu (Greta Ohlsson)
- 1976 A Matter of Time (hraběnka Sanziani)
- 1978 Podzimní sonáta (Charlotte Andergast)
- 1982 Žena jménem Golda (Golda Meir) – původně televizní film